# Samtgemeinde Jümme
La comunità amministrativa di Jümme (Samtgemeinde Jümme) si trova nel circondario di Leer nella Bassa Sassonia, in Germania.

## Suddivisione
Comprende 3 comuni:
1. Detern (comune mercato)
2. Filsum
3. Nortmoor

Il capoluogo è Filsum.